# Кубинская свистящая утка
Кубинская свистящая утка (лат. Dendrocygna arborea) — водоплавающая птица из семейства утиных.

## Описание
Длина тела 48—56 см. Взрослые птицы бурые с белёсыми боками и брюхом с чёрными пестринами и чёрным клювом. 

## Ареал
Распространена на островах Карибского моря, размножающиеся популяции обитают на Кубе (по меньшей мере 14 тыс. особей), в Доминиканской республике (6 популяций), на Багамах (по крайней мере 1500 птиц), Каймановых островах (800—1200), Ямайке (500), Пуэрто-Рико, Антигуа и Барбуда; залётные птицы встречаются на Гаити, Виргинских островах, Гваделупе, Доминике. Общая численность кубинских свистящих уток примерно оценивается в 10—20 тысяч особей. 